# Secondhand Lions
Secondhand Lions, una comèdia dramàtica americana del 2003 escrita i dirigida per Tim McCanlies, explica la història d'un jove nin introvertit (Haley Joel Osment) que és enviat a viure amb els seus excèntrics tiets (Robert Duvall i Michael Caine) a una granja a Texas.

## Argument
El jove Walter és confiat per la seva mare per vigilar els seus dos besoncles, Hub i Garth MacCann. Increïbles rumors circulen sobre aquests vells bojos que viuen aïllats a la seva immensa granja. Walter, que no té res més a fer que explorar descobreix aviat un cofre amb la foto d'una molt bonica jove. Sense saber-ho, acaba de despertar un secret que obligarà els seus dos oncles a contar-li la seva fabulosa història…

## Repartiment
- Haley Joel Osment: Walter Caldwell
- Robert Duvall: Hub McCann
- Michael Caine: Garth McCann
- Kyra Sedgwick: Mae Caldwell
- Nicky Katt: Stan
- Josh Lucas: Adult Walter Caldwell
- Michael O'Neill: Ralph
- Deirdre O'Connell: Helen
- Christian Kane: Hub jove
- Daniel Brooks: besnet de Sheik
- Kevin Haberer: Garth jove
- Eric Balfour: Besnet de Sheik
- Emmanuelle Vaugier: Jasmine
- Adam Ozturk: Sheik
- Mitchel Musso: noi
- Marc Musso: noi
- Jennifer Stone: Martha
- Taureg: Jasmine the Lion

## Rebuda
- "Una història entre fantàstica i real (...) una trama d'aprenentatge de la vida tan ben tramada com irremeiablement previsible. (...) dos magnífics actors, adorable Michael Caine i un volcànic, espectacular Robert Duvall que per si sols mereixen la funció."[2]
- "Secondhand Lions'’ tracta sobre els oncles que tot noi hauria de tenir, i l'estiu que tot noi hauria de passar. No existeixen oncles o estius com aquest, però és agradable pensar que l'oncle Garth i l'oncle Hub estan esperant allà, al seu ranxo de Texas, disparant als peixos i als venedors (...) Una tendra i dolça fantasia, que fa atenció a l'amor entre els dos germans i que és respectuosa amb la curiositat d'un noi que està creixent."[3]